# Operace Herkules
Operace Herkules bylo německé krycí označení plánované spojené německo-italské invaze na Maltu za druhé světové války. Její německé označení bylo Unternehmen Herkules a italské Operazione C3 (Operace C3). Obsazení Malty bylo připravováno na červenec 1942. Namísto jejího provedení ale bylo upřednostněno pokračování úspěšné ofenzivy v Severní Africe, takže byla odložena a později zcela zrušena.

## Historie
V průběhu bitvy o Středozemní moře působila britská posádka ostrova Malta potíže se zásobováním německých a italských vojsk v Severní Africe a tím ztěžovala jejich operace. Letecké útoky na ostrov během bitvy o Maltu v některých obdobích její nebezpečí výrazně omezily, zejména velkoadmirál Erich Raeder a maršál Albert Kesselring si uvědomovali, že úplné neutralizace Malty lze dosáhnout jen jejím dobytím.
S plánem souhlasili jak Adolf Hitler, tak Benito Mussolini, který ostatně prohlašoval, že Malta v britských rukou je „pistole namířená proti Sicílii“. Na schůzce v Berchtesgadenu v dubnu 1942 provedení operace naplánovali na červenec 1942. Plány operace Herkules od března 1942 připravoval společný německo-italský štáb a současně probíhal výcvik. Útoku se měly účastnit jedna německá parašutistická divize a čtyři italské divize (dvě výsadkové a dvě přepravené po moři) a další jednotky. Nasazeno mělo být námořnictvo i 1300 letounů a kluzáků. Plán operace byl takový, že nejprve Erwin Rommel podnikne ofenzivu na Kyrenaice, která bude po dobytí Tobruku přerušena a všechny síly budou nasazeny proti Maltě. Po jejím obsazení měl Rommel obnovit postup do Egypta s cílem obsazení Suezského průplavu.
Přípravy operace Herkules ovlivnil celkový vývoj situace na středomořském bojišti, takže postupně ztrácela prioritu. Přispěly k tomu mimo jiné obavy Hitlera z velkých ztrát, plynoucí ze zkušeností z invaze na Krétu, obecné obavy z italské nespolehlivosti a úspěšnost letecké ofenzivy proti Maltě, která dramaticky omezila její ofenzivní schopnosti, takže se její obsazení zdálo zbytečným. Německá ofenziva v Severní Africe navíc byla velmi úspěšná, takže se Rommel po dobytí Tobruku obrátil přímo na Hitlera a prosadil odklad invaze na Maltu na září 1942 a naopak souhlas s pokračováním své ofenzivy. Ani v pozdějším termínu nemohla být operace provedena a později byla definitivně opuštěna. Naopak posádce Malty se postupně podařilo obnovit ofenzivní činnost a působila silám Osy vážné škody. Odvolání operace Herkules se tak ukázalo být závažnou strategickou chybou.